# Sanjay Leela Bhansali

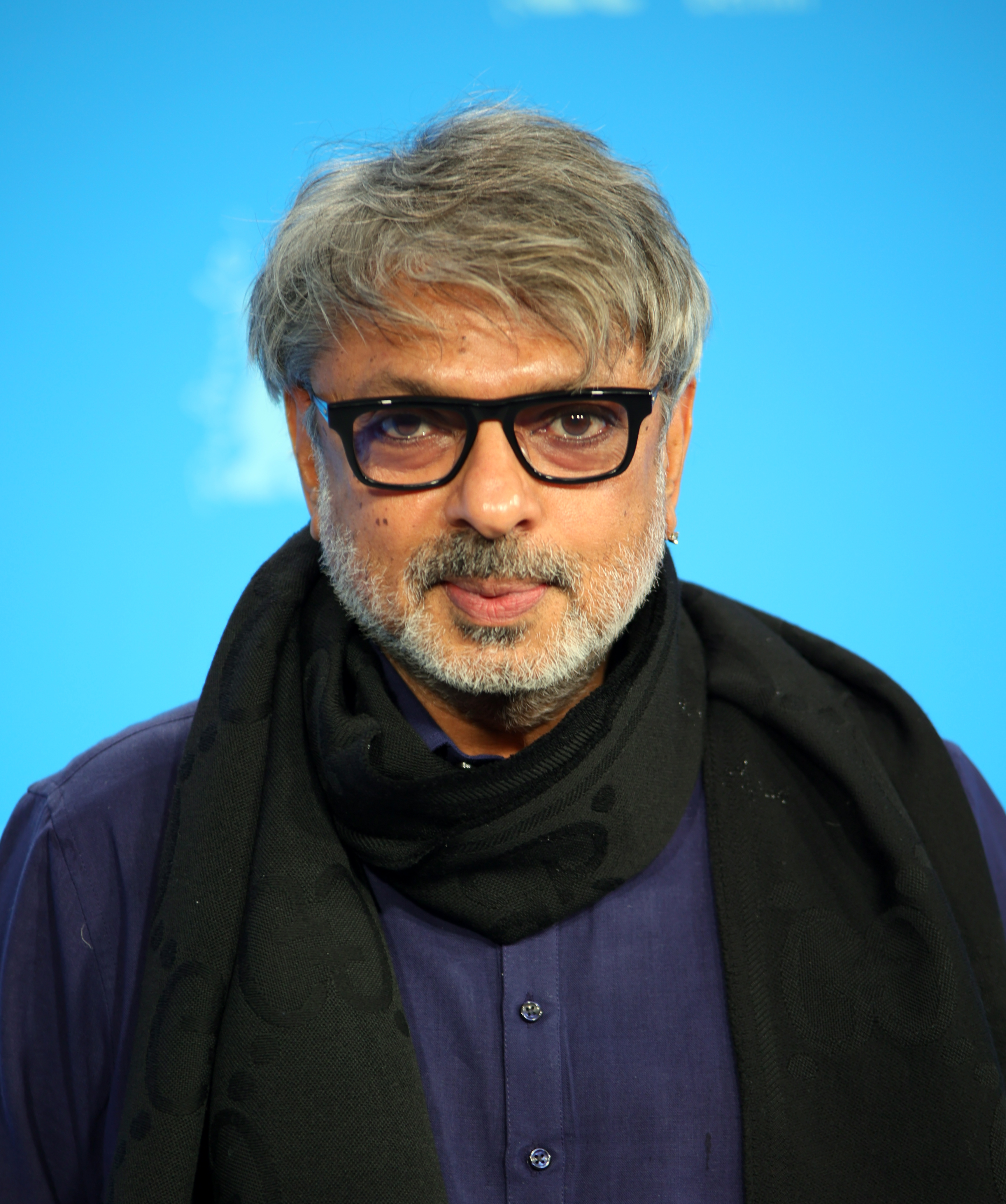
Sanjay Leela Bhansali bei der Vorstellung seines Films Gangubai Kathiawadi bei der Berlinale 2022

Sanjay Leela Bhansali (Hindi: संजय लीला भंसाली, Sanjay Līlā Bhansālī) (* 24. Februar 1965 in Mumbai) ist ein indischer Regisseur, der in Bollywood tätig ist.

## Biographie
Sanjay Leela Bhansali begann seine Karriere als Assistent neben Vidhu Vinod Chopra und wirkte in dessen Werken Parinda, 1942: A Love Story und Kareeb mit. 1996 legte er  mit Khamoshi: The Musical sein Regiedebüt vor, das an den Kinokassen enttäuschte, jedoch von den Kritikern sehr gelobt wurde. Mit seiner zweiten Regiearbeit Hum Dil De Chuke Sanam, die von einem Liebesdreieck handelt, hatte er auch kommerziellen Erfolg und gewann wichtige Preise wie den Filmfare Award für die beste Regie und besten Film.
Bereits mit seinem dritten Film, der Literaturverfilmung des gleichnamigen Buches Devdas, erregte er internationales Aufsehen und wurde für den Auslands-Oscar vorgeschlagen. Auch wenn er sich gegen die Konkurrenz nicht durchsetzen konnte, räumte der Film dennoch wichtige indische Preise ab und zählte, dank der prunkvollen Ausstattung, zu den teuersten Bollywoodproduktionen überhaupt.
Mit Black errang er abermals große Anerkennung, sowohl kommerziell als auch bei den Kritikern. Der Film wurde mit zahlreichen Preisen nahezu überschüttet. 2007 kam Saawariya in die Kinos und wurde zum ersten großen Misserfolg in Bhansalis Karriere.
Sanjay Leela Bhansali wird 2017 von Fanatikern der Hindu-Kaste Karni Sena angegriffen, weil er in seinem Film Padmaavat angeblich eine Hindu-muslimische Romanze schildert.
Seinen Zweitnamen Leela nahm er als Tribut an seiner Mutter Leela Bhansali an.

## Filmografie
als Regisseur
- 1996: Khamoshi: The Musical
- 1999: Hum Dil De Chuke Sanam
- 2002: Devdas – Flamme unserer Liebe (Devdas)
- 2005: Black
- 2007: Saawariya
- 2010: Guzaarish – Die Magie des Lebens (Guzaarish)
- 2013: Ram-Leela
- 2015: Bajirao & Mastani – Eine unsterbliche Liebe (Bajirao Mastani)
- 2017: Padmaavat
- 2022: Gangubai Kathiawadi

als Produzent
- 1999: Hum Dil De Chuke Sanam
- 2005: Black
- 2007: Saawariya
- 2010: Guzaarish – Die Magie des Lebens (Guzaarish)
- 2013: Ram-Leela
- 2015: Bajirao & Mastani – Eine unsterbliche Liebe (Bajirao Mastani)
- 2017: Padmaavat
- 2022: Gangubai Kathiawadi

als Drehbuchautor
- 1994: 1942: A Love Story
- 1996: Khamoshi: The Musical
- 2010: Guzaarish – Die Magie des Lebens (Guzaarish)
- 2013: Ram-Leela
- 2017: Padmaavat
- 2022: Gangubai Kathiawadi